# ホンダ・モンパルML200

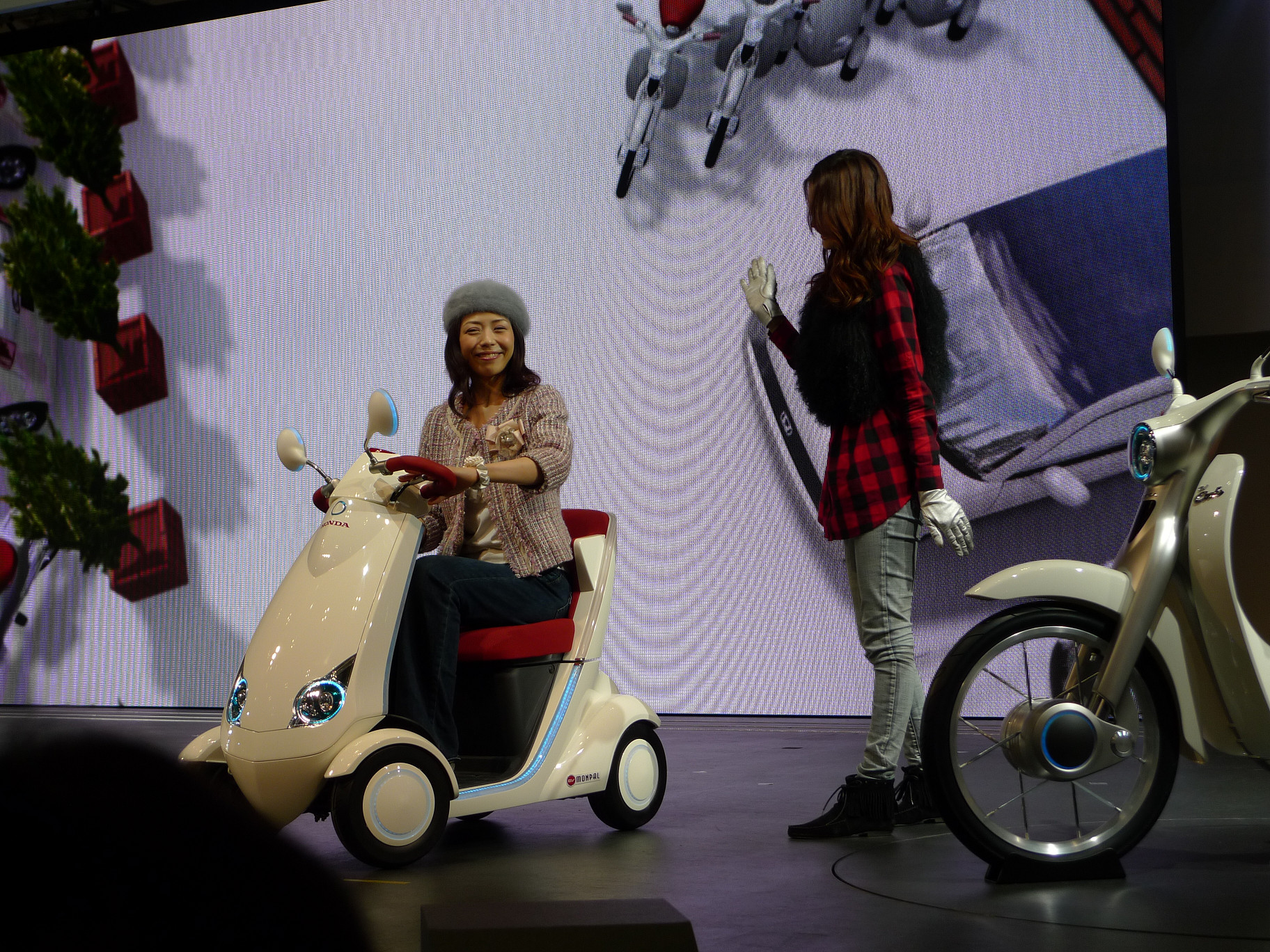
東京モーターショー2009で披露されたホンダ・EV-MONPAL

モンパルML200は、本田技研工業が製造していたシニアカー。電動車椅子。

## 概要
1999年、初代モンパルML100の生産が開始。後継モデルのモンパルML200は2006年にモデルチェンジしたもの。鉛蓄電池のバッテリー駆動により、連続走行距離は約25km（時速6km/h、平坦路条件）の性能を有する。他社に先んじてサスペンションを採用し、乗り心地が良いのが特徴。
自動車メーカーのホンダが生産・販売しているということもあって、総じて性能・機能・デザインはライバル他社製品に比べ優れている感が強い。
2006年にはグッドデザイン金賞、2009年には全国発明表彰で経済産業大臣発明賞を受賞した一方、同年の東京モーターショーにて、次期モデルチェンジを意識させるコンセプトモデルEV-MONPALが出品された。
2019年2月には生産を終了した。